# Атабаска (месторождение)
Атаба́ска (англ. Athabasca) — месторождение битумино́зных (нефтяных) песков в Канаде (провинция Альберта), которое содержит в себе сырую нефть, кварцевый песок, глинозём и воду. Открыто в 1778 году, освоение началось в 1967 году. Залежи находятся к северу и к северо-востоку от города Эдмонтон.

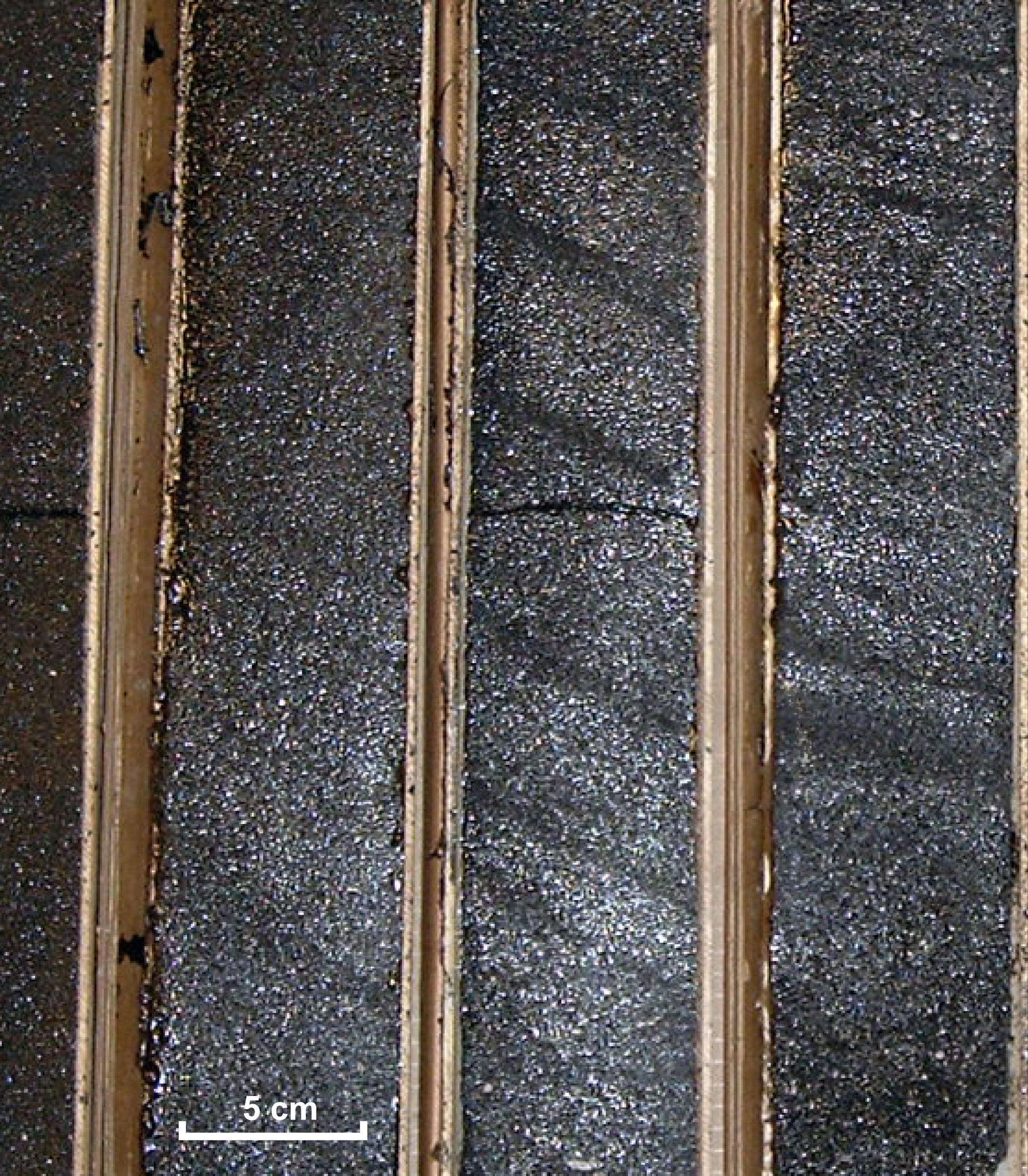
Битуминозный (нефтяной) песок

Площадь месторождения — 25,6 тыс. км². Начальные запасы оцениваются в 20,6 млрд тонн. Из трёх месторождений в Альберте месторождение Атабаска самое большое; есть также месторождения в Пис-Ривер и Колд-Лейк. Общая площадь нефтеносных песков Альберты — 141 000 км².
Месторождение разрабатывают различные компании, из них крупные Suncor Energy, Shell, Chevron, ConocoPhillips, Encana, Syncrude, Albian Sands и другие.
Часть месторождения, содержащая примерно 10 %-18 % запасов, расположенная к северу от города Форт Мак-Муррей, может разрабатываться открытым (карьерным) способом — пески залегают на глубинах около 50-70 метров. Эта часть в начале 2010-х обеспечивала 55 % производства нефти с месторождения.
При переработке битуминозных песков получают битум, нефть (9 млн тонн в 1988), серу, кокс, топливный газ. Битум из песков Атабаски имеет следующие свойства: плотность 0,97 г/см³, вязкость 3⋅10−3 м²/с (40 °C); содержание S — 3,80 %, N — 0,6 %, Fe — 0,044 %, V — 0,02 %, Ni — 0,006 %.
Месторождение нефтеносных песков названо в честь реки Атабаска, которая течёт по его центру: следы тяжёлой нефти можно найти в устье этой реки.